# Accacidia dactyla
Accacidia dactyla är en insektsart som först beskrevs av Naudé 1926.  Accacidia dactyla ingår i släktet Accacidia och familjen dvärgstritar. Inga underarter finns listade i Catalogue of Life.